# Anebyhusgruppen
Anebyhusgruppen var en trähustillverkare med huvudkontor i Åseda och produktionsanläggningar i Åseda och Klöverfors. I dess verksamhet ingår varumärkena Anebyhus och Fokus.

## Historia
Anebyhus grundades 1945 i Aneby. På 1980-talet tillverkade Anebyhus 1 500 hus per år vilka levererades till Sverige, Norge, Finland, Tyskland, USA. Av dessa var Finland den största exportmarknaden. Efter att hustillverkningen 2012 sjunkit från 15 till åtta hus per månad ansökte Anebyhus om rekonstruktion. I samband med detta köptes Anebyhus av Active Invest, ägare till Ekeforshus, grundat 1962 i Åseda. Därefter bildades Anebyhusgruppen genom en sammanslagning av Anebyhus, Ekeforshus och Kungshus, grundat 1963 i Kungshamn och blev då Anebyhusgruppen. Tre år senare byggdes en ny fabrik i Klöverfors och 2016 meddelade Anebyhusgruppens VD Peter Bosson att Ekeforshus var "dubbelt så stora i dag jämfört med för ett år sedan. Det gäller både ytor, byggnader och personal". Produktionen för Ekeforshus uppgick då till två hus om dagen.
Företaget hade 2022 omkring 240 anställda.  Samma år beslutades att man skulle sluta tillverka "kundunika styckehus" och samtidigt minskades också antalet inhyrda personal. I januari 2023 försattes bolaget i rekonstruktion. Antalet anställda minskade därefter i omgångar och i juni 2023 uppgick antalet anställda till 80. Totalt hade bolaget 76 anställda när de försattes i konkurs i augusti 2023. Företagets dotterbolag – Anebyhus AB, Anebyhusgruppen Mark AB, Fastighetsbolaget Kompaniet AB och Funktionsglas Industrifastigheter i Pauliström AB – försattes dock inte i konkurs.
I oktober 2023 meddelades att Anebyhusgruppens konkursbo köpts av det nystartade bolaget Surewood Housing. Det nya bolaget tog över skulderna och fick betala mellan 150 och 200 miljoner kronor för köpet. VD:n Fredrik Anheim fick stanna kvar på sin post.